# Воля за победа
„Воля за победа“ (на английски: Seabiscuit) е американски спортен драматичен филм от 2003 г. на режисьора Гари Рос. Сценарият, написан от Гари Рос, е базиран на книгата „Seabiscuit: An American Legend“ на Лаура Хиленбранд. Филмът излиза по кината в САЩ на 22 юли 2003 г.

## Награди и номинации
| Категория                                  | Номиниран(и)                | Резултат                    |
| Оскар (29 февруари 2004 г.)                | Оскар (29 февруари 2004 г.) | Оскар (29 февруари 2004 г.) |
| ------------------------------------------ | --------------------------- | --------------------------- |
| Най-добър филм                             | Най-добър филм              | номинация                   |
| Най-добри декори                           | Най-добри декори            | номинация                   |
| Най-добри костюми                          | Най-добри костюми           | номинация                   |
| Най-добър звук                             | Най-добър звук              | номинация                   |
| Най-добър адаптиран сценарий               | Гари Рос                    | номинация                   |
| Най-добра кинематография                   | Джон Шварцман               | номинация                   |
| Най-добър филмов монтаж                    | Уилям Голденбърг            | номинация                   |
| Златен глобус (25 януари 2004 г.)          |                             |                             |
| Най-добър филм – драма                     | Най-добър филм – драма      | номинация                   |
| Най-добър актьор в поддържаща роля         | Уилям Мейси                 | номинация                   |
| Сателит (23 януари 2004 г.)                |                             |                             |
| Най-добри декори                           | Най-добри декори            | номинация                   |
| Най-добри костюми                          | Най-добри костюми           | номинация                   |
| Най-добър звук                             | Най-добър звук              | номинация                   |
| Най-добър адаптиран сценарий               | Гари Рос                    | номинация                   |
| Най-добра кинематография                   | Джон Шварцман               | номинация                   |
| Най-добър филмов монтаж                    | Уилям Голденбърг            | номинация                   |
| Най-добра филмова музика                   | Ранди Нюман                 | номинация                   |
| Най-добър актьор в поддържаща роля в драма | Джеф Бриджис                | номинация                   |